# Grupo Islâmico Armado
O Grupo Islâmico Armado (GIA, al-Jama'ah al-Islamiyah al-Musallaha, do francês Groupe Islamique Armé; árabe الجماعة الإسلامية المسلحة) é uma organização islâmica cujo objetivo era derrubar o governo argelino e substituí-lo por um estado islâmico. O GIA adotou táticas violentas em 1992, após o governo militar anulou a vitória da Frente Islâmica de Salvação, o maior partido de oposição islâmica no primeiro turno das eleições legislativas realizadas em dezembro de 1991. Durante seu sequestro em 1994 do voo Air France 8969 a GIA anunciou "Nós somos os soldados da Misericórdia".
Entre 1992 e 1998, o GIA realizou uma violenta campanha de massacres de civis, algumas vezes destruindo vilas inteiras em sua área de atuação (nomeadamente o massacre de Bentalha e o massacre de Rais, entre outros). Desde que anunciou sua campanha contra os estrangeiros que vivem na Argélia em 1993, o GIA já matou mais de 100 homens e mulheres expatriados no país. O grupo utiliza assassinatos e atentados, incluindo bombas em carro. O GIA é considerado uma organização terrorista pelos governos da Argélia, França e Estados Unidos. Fora da Argélia, o GIA estabeleceu uma presença na França, Bélgica, Grã-Bretanha, Itália e Estados Unidos.